# 訃報 2014年7月
訃報 2014年7月（ふほう 2014ねん7がつ）では、2014年7月に物故した、又は物故が報じられた人物についてまとめる。

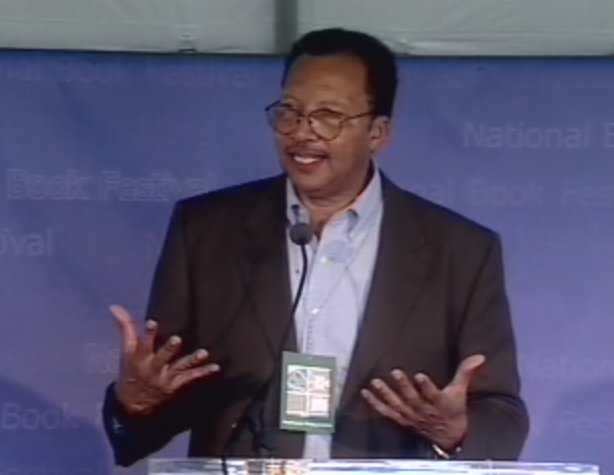
ウォルター・ディーン・マイヤーズ／7月1日没

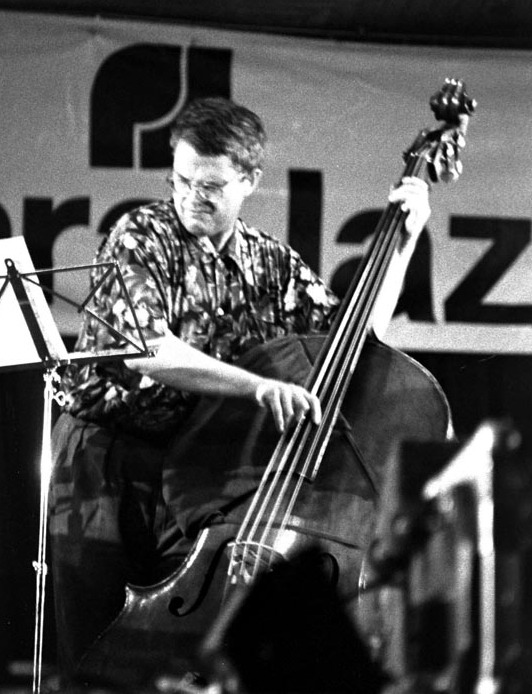
チャーリー・ヘイデン／7月11日没

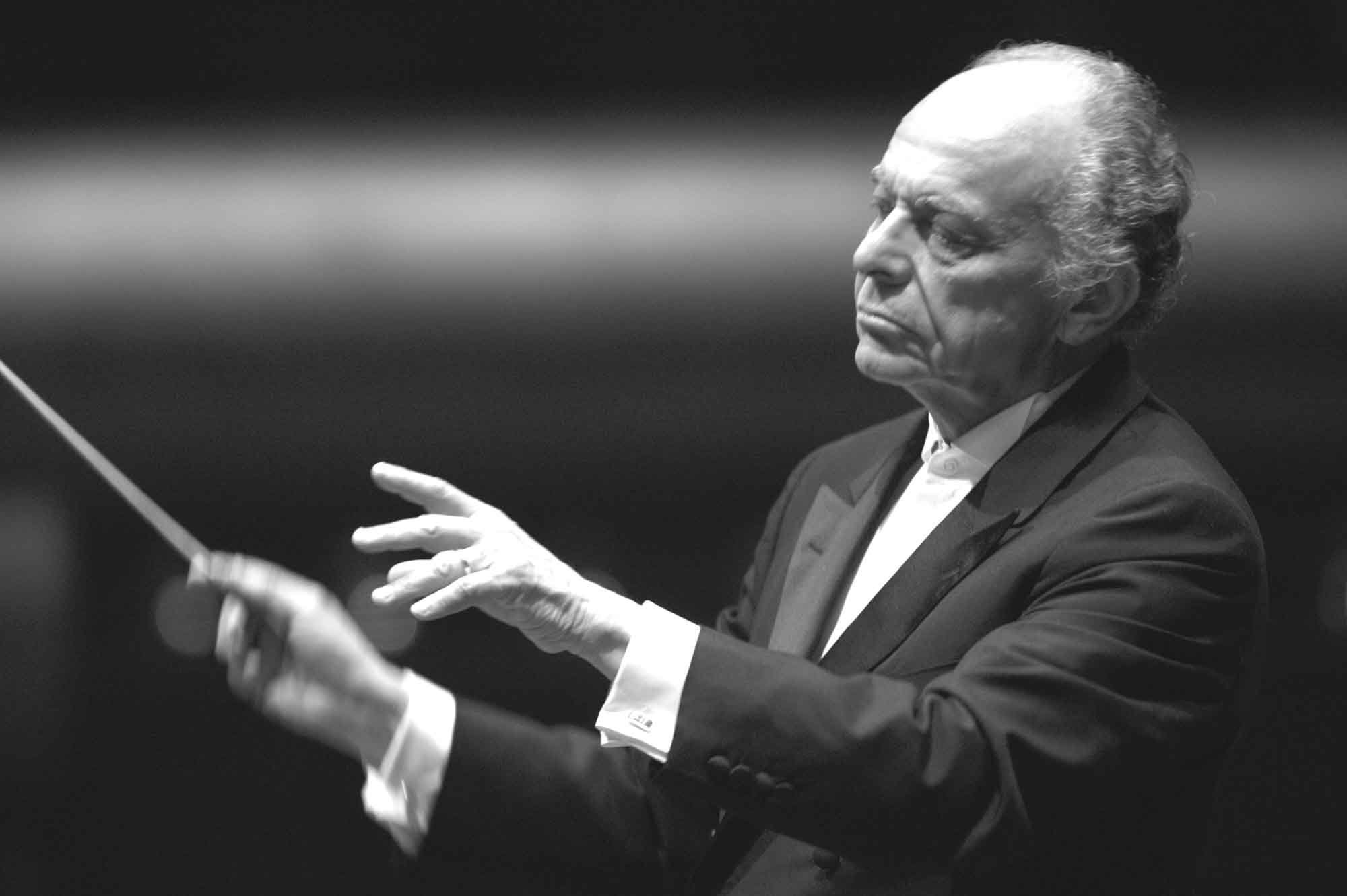
ロリン・マゼール／7月13日没

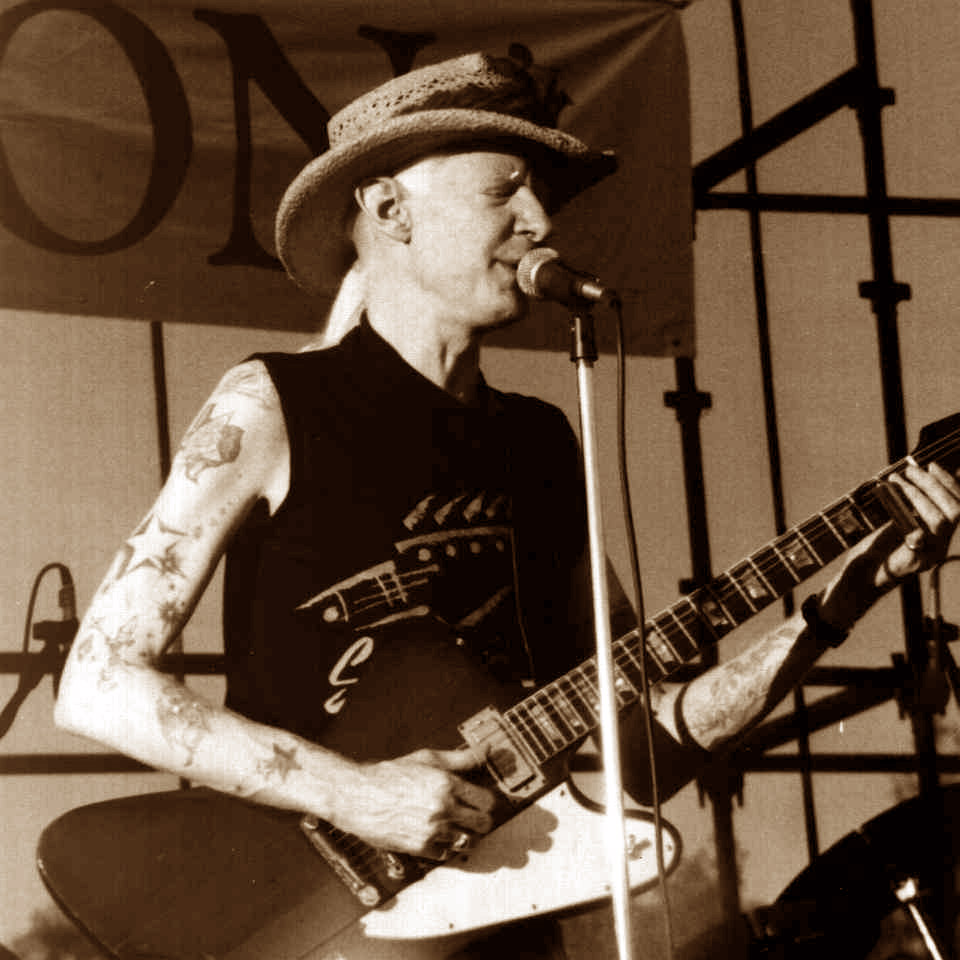
ジョニー・ウィンター／7月16日没

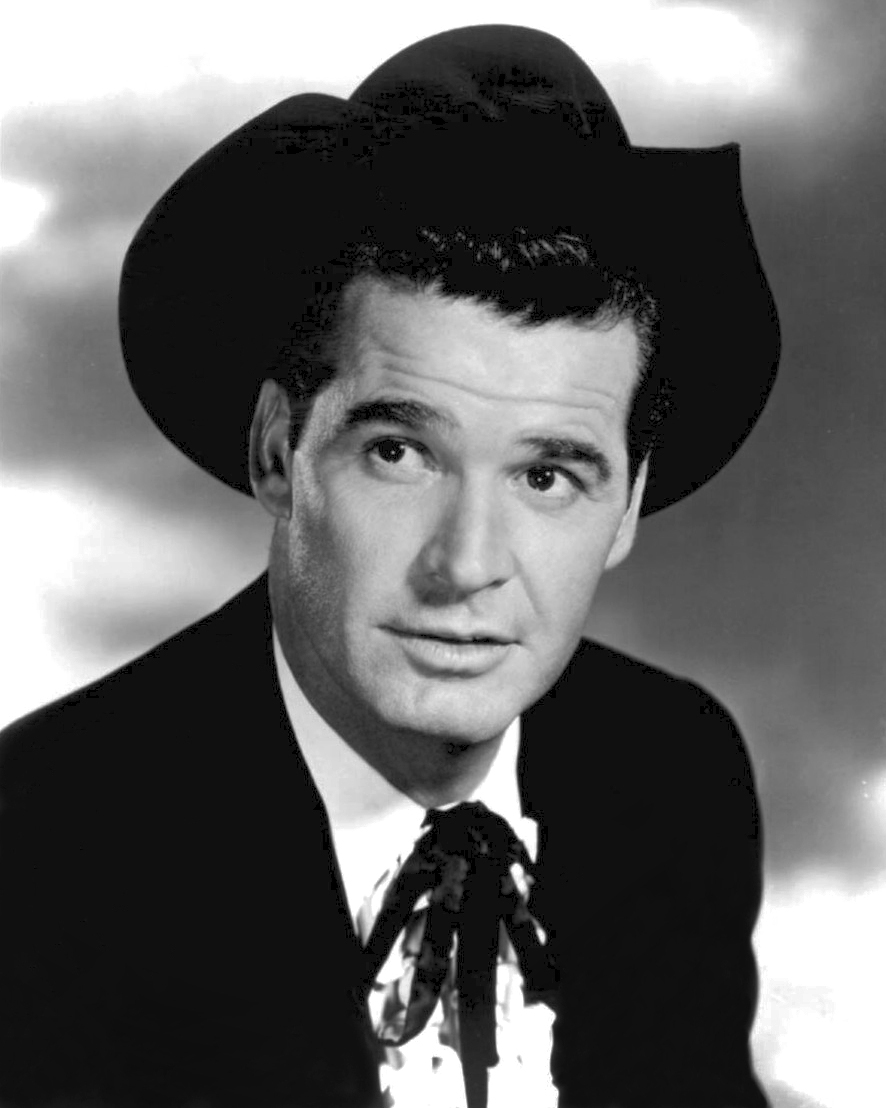
ジェームズ・ガーナー／7月19日没

## (1日 - 15日)
- 7月1日 - 西川兼康、日本の工学者、九州大学名誉教授（* 1921年）[1]
- 7月1日 - 中島茂嗣、日本の政治家、元福岡県甘木市長（* 1934年）[2]
- 7月1日 - ウォルター・ディーン・マイヤーズ、アメリカ合衆国の小説家（* 1937年）
- 7月1日 - アナトリー・コルヌコフ、ロシアの軍人、元ロシア空軍総司令官（* 1942年）[3]
- 7月1日 - 池田進太郎、日本の実業家、ちっちゃいおっさんの生みの親（* 1974年?）[4]
- 7月2日 - エリー・ボール、アメリカ合衆国のプロゴルファー（* 1910年）[5]
- 7月2日 - ルイス・ザンペリーニ、アメリカ合衆国の陸上選手、日本軍捕虜（* 1917年）[6]
- 7月2日 - 長友貴、日本の実業家、元ライト工業社長（* 1920年）[7]
- 7月2日 - 田中幸穂、日本の実業家、元日本青少年育成協会会長、学習塾栄光ゼミナール創設者（* 1926年）[8]
- 7月2日 - 水谷静夫、日本の国語学者、東京女子大学名誉教授（* 1926年）[9]
- 7月2日 - 行徳克己、日本の実業家、元共栄火災海上保険社長（* 1927年）[10]
- 7月2日 - 石川達也、日本の歯学者、元東京歯科大学学長（* 1928年）[11]
- 7月2日 - 山口信行、日本の政治家、元兵庫県議会議長（* 1942年）[12]
- 7月2日 - 川内八洲男、プロ野球選手（* 1945年）
- 7月3日 - 内藤幸穂、日本の実業家、元学校法人関東学院理事長（* 1924年）[13]
- 7月3日 - 関楠生、日本のドイツ文学者、超常現象研究者、東京大学教養学部名誉教授（* 1924年）[14]
- 7月3日 - 竹野奉昭、日本のハンドボール指導者、ハンドボール男子日本代表元監督（* 1936年）[15]
- 7月3日 - 春一番、日本の芸人（* 1966年）[16]
- 7月4日 - リチャード・メロン・スカイフ、アメリカ合衆国の実業家（* 1932年）[17]
- 7月5日 - 原信太郎、日本の鉄道模型収集家、原鉄道模型博物館館長（* 1919年）[18]
- 7月5日 - 芳本甚二、日本の政治家、元奈良県御所市長（* 1921年?）[19]
- 7月5日 - 河野豊弘、日本の経営学者、学習院大学名誉教授（* 1922年）[20]
- 7月5日 - ローズマリー・マーフィ、アメリカ合衆国の女優（* 1925年）[21]
- 7月5日 - 喜島慶一郎、日本の実業家、元日本バレーボール協会会長代行（* 1925年）[22]
- 7月5日 - 岩本政光、日本の政治家、元自由民主党参議院議員（* 1929年）[23]
- 7月5日 - 冨田寛、日本の医学者、日本大学名誉教授（* 1930年）[24]
- 7月5日 - 吉丸真、日本の裁判官、元札幌高等裁判所長官（* 1932年）[25]
- 7月5日 - ボロジミル・サボダン、ウクライナの聖職者、モスクワ総主教庁系のウクライナ正教会首座主教（* 1935年）[26]
- 7月5日 - 押田雪峰、日本の書家、毎日書道展審査会員（* 1937年?）[27]
- 7月5日 - 馬場鍈一、日本の工学者、近畿大学名誉教授（* 1937年?）[28]
- 7月5日 - ノエル・ブラック、アメリカ合衆国の映画監督（* 1937年）[29]
- 7月5日 - 近江邦夫、日本の実業家、元下野新聞取締役（* 1942年?）[30]
- 7月6日 - 木越邦彦、日本の化学者、学習院大学名誉教授（* 1919年）[31]
- 7月6日 - トー・ホアイ、ベトナムの文学作家（* 1920年）[32]
- 7月6日 - 和田良信、日本の実業家、元足利工業大学理事長・学長（* 1921年?）[33]
- 7月6日 - 佐野主税、日本の実業家、元アサヒ飲料会長（* 1930年）[34]
- 7月6日 - 森隆夫、日本の教育学者、お茶の水女子大学名誉教授（* 1931年）[35]
- 7月6日 - 小野経男、日本の言語学者、名古屋大学名誉教授（* 1931年）[36]
- 7月6日 - 黒木基康、日本のプロ野球選手（* 1936年）[37]
- 7月6日 - 小松慶次、日本の実業家、元タツタ電線社長（* 1936年?）[38]
- 7月6日 - 寺本和幸、日本の経営学者、愛知工業大学名誉教授（* 1943年）[39]
- 7月6日【遺体発見】 - デイブ・レジェノ、イギリスの俳優（* 1963年）[40]
- 7月7日 - 堀友三郎、日本の染色作家、日展参与（* 1924年）[41]
- 7月7日 - 高山冨士雄、日本の実業家、元安田信託銀行社長（* 1925年）[42]
- 7月7日 - アルフレッド・ディ・ステファノ、アルゼンチン、ブエノスアイレスのサッカー選手（* 1926年）[43]
- 7月7日 - ディッキー・ジョーンズ、アメリカ合衆国の俳優、声優（* 1927年）[44]
- 7月7日 - エドゥアルド・シェワルナゼ、グルジア（旧ソ連）の政治家、元ソ連外相、元グルジア大統領（* 1928年）[45]
- 7月7日 - 全秉浩、北朝鮮の政治家（* 1926年）[46]
- 7月7日 - 安部俊幸、日本のギタリスト、元チューリップメンバー（* 1950年）[47]
- 7月8日 - 遠藤博睦、日本の実業家、元月島機械取締役（* 1940年）[48]
- 7月8日 - 穂束とよ國、日本の上方歌舞伎絵師（* 1942年?）[49]
- 7月8日 - 戸田有二、日本の歴史考古学者、国士舘大学教授（* 1946年）[50]
- 7月9日 - 阿河利男、日本の化学者、大阪大学名誉教授（* 1922年）[51]
- 7月9日 - 蜷川譲、日本のフランス文学者、比較文学者（* 1925年）[52]
- 7月10日 - 高田政雄、日本の実業家、元たかた会長（* 1923年?）[53]
- 7月10日 - 栗原秀夫、日本の選抜高校野球大会選考委員（* 1925年?）[54]
- 7月10日 - 酒井和男、日本の実業家、元オリジン電気社長（* 1925年）[55]
- 7月10日 - 宮林昭彦、日本の僧侶、浄土宗大本山光明寺法主、全日本仏教会副会長（* 1932年）[56]
- 7月10日 - 山根久男、日本の実業家、元ジャパンエナジー副社長（* 1933年?）[57]
- 7月11日 - 木村万平、日本の社会科教師、教育者、市民活動家（* 1924年）[58]
- 7月11日【死去報道】 - 河原温、日本の現代美術家（* 1933年）[59]
- 7月11日 - チャーリー・ヘイデン、アメリカ合衆国のベーシスト（* 1937年）[60]
- 7月11日 - 片岡松之亟、日本の歌舞伎役者（* 1941年）[61]
- 7月11日 - トミー・ラモーン、アメリカ合衆国のドラマー、ラモーンズの元メンバー（* 1952年）[62]
- 7月12日 - 副島輝人、日本のジャズ評論家（* 1931年）[63]
- 7月12日 - 山口直樹、日本の実業家、ATグループ会長（* 1937年）[64]
- 7月13日 - ナディン・ゴーディマー、南アフリカ共和国の小説家（* 1923年）[65]
- 7月13日 - 吉田進一、日本の洋画家、日展会員（* 1924年）[66]
- 7月13日 - トーマス・バージャー、アメリカ合衆国の作家（* 1925年?）[67]
- 7月13日 - ロリン・マゼール、アメリカ合衆国の指揮者・ヴァイオリニスト・作曲家（* 1930年）[68]
- 7月13日 - 藤田文明、日本の実業家、元ローマイヤ社長（* 1961年?）[69]
- 7月14日 - 古家武夫、日本の野球選手（* 1921年）[70]
- 7月14日 - アリス・コーチマン、アメリカ合衆国の陸上競技選手（* 1923年）[71]
- 7月14日 - 久保徳全、日本の実業家、ウテナ名誉会長（* 1926年）[72]
- 7月14日 - 深田祐介、日本の小説家（* 1931年）[73]
- 7月14日 - 小山茂樹、日本の政治学者、元中東経済研究所理事長（* 1935年）[74]
- 7月15日 - 鎌田純一、日本の神道学者、歴史学者、宮内庁侍従職御用掛（* 1923年）[75]
- 7月15日 - 谷口義男、日本の実業家、元積水ハウス副社長（* 1930年?）[76]

## (16日 - 31日)
- 7月16日 - 西藤直人、日本の実業家、元住友ゴム工業社長（* 1932年）[77]
- 7月16日 - 富岡隆夫、日本の実業家、元朝日新聞社取締役、週刊誌AERA初代編集長（* 1935年）[78]
- 7月16日 - ジョニー・ウィンター、アメリカ合衆国のギタリスト、シンガー（* 1944年）[79]
- 7月17日 - 坂口麻沙子、日本の日本画家（* 1925年?）[80]
- 7月17日 - 古賀登、日本の歴史学者、早稲田大学名誉教授（* 1926年）[81]
- 7月17日 - 福山幸夫、日本の医学者、日本小児神経学会名誉理事長、東京女子医科大学名誉教授、福山型先天性筋ジストロフィーの報告者（* 1928年）[82]
- 7月17日 - 松岡雅俊、日本のプロ野球選手（* 1932年）[83]
- 7月17日 - ヘンリー・ハーツフィールド、アメリカ合衆国の宇宙飛行士（* 1933年）[84]
- 7月17日 - 経種廉彦、日本のテノール歌手（* 1962年）[85]
- 7月18日 - 松田好晴、日本の化学者、山口大学名誉教授（* 1932年）[86]
- 7月18日 - 佐久間一、日本の海上自衛官、元統合幕僚会議議長（* 1935年）[87]
- 7月18日 - ニック・シェイラ、アメリカ合衆国の実業家、元ジャガー会長・CEO、元フォード・モーター社長・COO（* 1944年）[88]
- 7月18日 - 太田家元九郎、日本の漫談家、津軽三味線演奏家（* 1954年）[89]
- 7月19日 - ライオネル・ファーボス、アメリカ合衆国のジャズトランペット奏者（* 1911年）[90]
- 7月19日 - レイ・キング、イギリスのフットボール選手（* 1924年）[91]
- 7月19日 - 田中弥寿雄、日本の建築学者、早稲田大学名誉教授、東京タワーの構造設計従事（* 1925年）[92]
- 7月19日 - 本行節夫、日本の政治家、元岡山県総社市長（* 1925年）[93]
- 7月19日 - ジェームズ・ガーナー、アメリカ合衆国の俳優（* 1928年）[94]
- 7月19日 - 宮本幸夫、日本の医学者、東京慈恵会医科大学教授（* 1954年?）[95]
- 7月19日 - スカイ・マッコール・バートシアク、アメリカ合衆国の女優、子役（* 1992年）[96]
- 7月20日 - 一力一夫、日本の実業家、ジャーナリスト、河北新報社社主（* 1925年）[97]
- 7月20日 - 遠藤勝也、日本の政治家、元福島県富岡町長（* 1939年）[98]
- 7月20日 - 大野拓克、日本の実業家、北島音楽事務所常務（* 1946年）[99]
- 7月20日 - 佐々木正、日本の囲碁棋士、囲碁棋士八段（* 1963年?）[100]
- 7月21日 - 江獻珠（中国語版）、香港の美食家（* 1926年）[101]
- 7月21日 - 岸本明夫、日本の実業家、元ニッカトー社長（* 1926年?）[102]
- 7月21日 - 山崎進、日本の実業家、元ラジオ関西社長、元神戸新聞社取締役（* 1930年?）[103]
- 7月21日 - 木村修一郎、日本の実業家、元東奥日報社取締役（* 1932年?）[104]
- 7月21日 - 森田豊一、日本の俳優、沖縄芝居役者（* 1932年）[105]
- 7月21日 - 富永英輔、日本の政治家、前沖縄県名張市長（* 1935年）[106]
- 7月21日 - 伏見一成、日本の実業家、元静岡新聞社取締役（* 1948年?）[107]
- 7月21日 - 武隈真一、日本の化学者、近畿大学教授（* 1958年?）[108]
- 7月22日 - 矢田剛、日本の政治家、元石川県津幡町長（* 1929年?）[109]
- 7月23日 - 溝口正、日本の物理学者、学習院大学名誉教授（* 1937年）[110]
- 7月23日 - 平井勝利、日本の言語文化学者、名古屋大学名誉教授（* 1940年）[111]
- 7月23日 - 谷正雄、日本の演劇制作者（* 1948年?）[112]
- 7月24日 - 菊地吾郎、日本の医学者、元日本医科大学学長、東北大学名誉教授（* 1920年）[113]
- 7月24日 - 細田婦美子、日本の実業家、元メトロポリタン歌劇場名誉役員、元レストラン「しんばし」社長（* 1928年?）[114]
- 7月24日 - 大木舜二、日本の映画プロデューサー（* 1932年?）[115]
- 7月24日 - ペ・イクファン、韓国の男性バイオリニスト（* 1956年）[116]
- 7月24日 - ユ・チェヨン、韓国の歌手、女優（* 1973年）[117]
- 7月25日 - 大久保房男、日本の編集者、小説家（* 1921年）[118]
- 7月25日 - カルロ・ベルゴンツィ、イタリアのテノール歌手（* 1924年）[119]
- 7月26日 - 竹中亨、日本の化学者、京都大学名誉教授（* 1929年）[120]
- 7月26日 - 菅野一雄（床一）、日本の大相撲の元特等床山（* 1947年）[121]
- 7月26日 - 川上和行、日本の実業家、松村組社長、元五洋建設副社長（* 1948年）[122]
- 7月27日 - 秋沢政光、日本の弁理士、元日本弁理士会会長（* 1923年?）[123]
- 7月27日 - 永田力、日本の画家（* 1924年）[124]
- 7月27日 - 山脇隆志、日本の政治家、元徳島県上那賀町長（* 1924年?）[125]
- 7月28日 - 水島廣雄、日本の法学者、実業家、そごう元社長（* 1912年）[126]
- 7月28日 - セオドア・ヴァン・カーク、アメリカ合衆国の元軍人、広島市への原子爆弾投下時のB-29エノラ・ゲイ号乗組員の最後の生存者（* 1921年）[127]
- 7月28日 - 佐藤清、日本の建築家、画家（* 1925年）[128]
- 7月28日 - 赤樫卓爾、日本の元競泳選手、ローマオリンピック水泳日本代表コーチ、実業家、元住友ベークライト副社長（* 1927年?）[129]
- 7月28日 - 中山純子、日本の俳人（* 1927年）[130]
- 7月28日 - ジェームズ・シゲタ、アメリカ出身の歌手・俳優（* 1933年）[131]
- 7月29日 - 小林幸三郎、日本の実業家、元RKB毎日放送会長、元TBS取締役（* 1912年）[132]
- 7月29日 - 石丸隆治、日本の官僚、元厚生省医務局長（* 1923年?）[133]
- 7月29日 - 富原忠夫、日本の競輪選手、前日本自転車競技連盟会長（* 1954年）[134]
- 7月30日 - 城阪俊吉、日本の実業家、元松下電器産業副社長（* 1921年）[135]
- 7月30日 - ディック・スミス、アメリカ合衆国のメイクアップアーティスト（* 1922年）[136]
- 7月30日 - 嶋正彦、日本の実業家、元丸善石油社長（* 1923年）[137]
- 7月30日 - 土井大助、日本の詩人、劇作家、社会運動家（* 1927年）[138]
- 7月30日 - 山田昭男、日本の実業家、演出家、未来工業創業者（* 1931年）[139]
- 7月30日 - フリオ・グロンドーナ、アルゼンチンのサッカー協会役員、アルゼンチンサッカー協会会長、元国際サッカー連盟副会長（* 1931年）[140][141]
- 7月30日 - 仲村秀生、日本の声優（* 1935年）[142]
- 7月30日 - 鴻池正幸、日本の実業家、元大倉工業社長（* 1946年）[143]
- 7月31日 - 小沼燦、日本の作家（* 1924年）[144]
- 7月31日 - 塩崎正人、日本の野球選手、巨人投手（* 1931年）[145]
- 7月31日 - 久保田功、日本の実業家、前あぶくま信用金庫理事長（* 1938年）[146]
- 7月31日 - 小野紘一、日本の工学者、京都大学名誉教授（* 1941年）[147]
- 7月31日 - 気賀沢清司、日本の実業家、元グローリー取締役（* 1950年?）[148]
- 7月31日 - 土建屋よしゆき、日本のタレント（* 1955年）[149]
- 7月31日 - 深津篤史、日本の劇作家・演出家（* 1967年）[150]